# Johannes Herzgsell
Johannes Herzgsell SJ (* 1955 in Augsburg) ist ein deutscher Philosoph.

## Leben
Von 1966 bis 1975 besuchte Herzgsell das Gymnasium bei St. Stephan in Augsburg. Das Grundstudium (1977–1979) der Philosophie an der Hochschule für Philosophie München schloss er mit dem Bakkalaureat ab. In die Gesellschaft Jesu trat er 1979 ein. Das Hauptstudium (1982–1985) der Philosophie an der Hochschule für Philosophie schloss er als Magister ab. Das Grundstudium (1985–1988) der Theologie am Heythrop College, University of London  schloss er mit dem Bachelor of Divinity ab. Nach der Promotion (1995–1999) an der Hochschule für Philosophie (mit einer Arbeit über die Anthropologie Karl Rahners) lehrte er seit 1999 an der Hochschule für Philosophie (als Lehrbeauftragter, Dozent und Privatdozent). Nach der Habilitation 2010 an der Hochschule für Philosophie (mit einer Arbeit über das Verhältnis des Christentums zu anderen Weltreligionen) lehrte er von 2011 bis zu seiner Emeritierung als Professor für Religionsphilosophie, Religionswissenschaft und Grundlegung der Theologie.
Seine Arbeitsschwerpunkte sind systematische Theologie (Karl Rahner, Hans Urs von Balthasar, Joseph Ratzinger, Eugen Biser), Philosophie und Theologie der Religionen, Vergleich der Weltreligionen und philosophische Gotteslehre (Wesen und Eigenschaften Gottes, Gotteserfahrung).
Heute lebt und arbeitet er im Kolleg St. Blasien.

## Veröffentlichungen
- Dynamik des Geistes : ein Beitrag zum anthropologischen Transzendenzbegriff von Karl Rahner. Tyrolia, Innsbruck / Wien 2000, ISBN 978-3-7022-2303-8.
- Das Christentum im Konzert der Weltreligionen : ein Beitrag zum interreligiösen Vergleich und Dialog. Pustet, Regensburg 2011, ISBN 978-3-7917-2385-3.
- Zusammen mit Janez Perčič (Hrsg.): Große Denker des Jesuitenordens. Ferdinand Schöningh, Paderborn 2016, ISBN 978-3-506-78400-1.
- Gott über uns - Gott unter uns - Gott in uns : philosophische, theologische und spirituelle Annäherungen an Gott. Karl Alber, Freiburg / München 2018, ISBN 978-3-495-48945-1.